# Adam Stegerwald

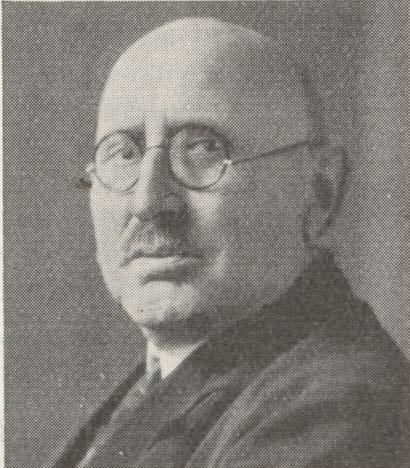
Adam Stegerwald

Adam Stegerwald, född 14 december 1874 i Greußenheim vid Würzburg, död 3 december 1945 i Würzburg, var en tysk politiker.
Stegerwald var först snickare, var 1899 en av stiftarna av kristliga träarbetarförbundet och 1899-1903 dess ordförande. Han var 1903-29 generalsekreterare i de kristliga fackföreningarnas förbund och blev 1920 dess ordförande samt var därjämte från 1919 ordförande i sammanslutningen Deutsches Gewerkschaftsbund. Åren 1908-14 var han internationell sekreterare för de kristliga arbetarorganisationerna.
Stegerwald åhörde föreläsningar i nationalekonomi vid Münchens universitet 1900-01 och i statsvetenskap vid handelsskolan i Köln, var 1917-18 ledamot av preussiska herrehuset och invaldes 1919 i tyska nationalförsamlingen och preussiska konstituerande landsförsamlingen och var 1920-33 ledamot av tyska riksdagen (Centrumpartiets högra flygel). Han var mars 1919-november 1921 preussisk minister för "folkvälfärd" samt därjämte april-november 1921 preussisk ministerpresident. Han försökte tillsammans med Friedrich Baltrusch, verka för tillkomsten av ett kristligt, nationellt och demokratiskt mittenparti med socialt reformprogram. Han upprättade 1921 i Berlin tidningen "Der Deutsche". Efter 22 juli attentatet blev han tillfälligt arresterad av Gestapo i operationen Aktion Gitter. Från 24 augusti till 19 oktober 1944 satt han i Würzburgfängelset. Kort före sin död 1945 medverkade han i grundandet av Christlich-Soziale Union in Bayern (CSU).